# Cristina Maria Rodríguez
Cristina Maria Rodríguez (San Antonio, Texas, 3 febbraio 1973) è una docente ed ex funzionaria statunitense.
È Leighton Homer Surbeck Professor of Law alla Yale Law School, nonché la prima professoressa ispanica di ruolo della scuola. Prima di entrare nella facoltà a Yale, Rodríguez è stata vice procuratore generale aggiunto per l'Ufficio del consulente legale all'interno del Dipartimento di giustizia degli Stati Uniti. Dopo aver conseguito il JD, ha lavorato per David S. Tatel della Corte d'Appello degli Stati Uniti e per Sandra Day O'Connor della Corte Suprema degli Stati Uniti

## Primi anni di vita e formazione
Cristina María Rodríguez è nata il 3 febbraio 1973 a San Antonio, Texas. Cresciuta in una famiglia bilingue, si è iscritta allo Yale College dove si è laureata in Storia. Dopo aver conseguito il titolo, Rodríguez si è recata in Inghilterra dove è diventata Rhodes Scholar presso l'Università di Oxford conseguendo un Master in Storia Moderna. Tornata negli Stati Uniti si è iscritta alla Yale Law School dove ha conseguito il dottorato in giurisprudenza e dove ha collaborato come redattrice di articoli con lo Yale Law Journal. Durante l'anno accademico 2001-2002, Rodríguez è diventata Reginald F. Lewis Fellow presso la Harvard Law School.

## Carriera
Prima di entrare a far parte della facoltà di legge della New York University School of Law (NYU) nel 2004, Rodríguez ha lavorato per David S. Tatel della Corte d'Appello degli Stati Uniti e per Sandra Day O'Connor della Corte Suprema degli Stati Uniti. Nel 2008, Rodríguez entra a far parte del Council on Foreign Relations con un mandato di cinque anni, ricevendo in seguito mandato dalla NYU.
Dal 2011 al 2013, Rodríguez è stata vice procuratore generale aggiunto per l'Ufficio del consulente legale all'interno del Dipartimento di giustizia degli Stati Uniti, mentre nel gennaio 2013, ha lasciato l'incarico per diventare il primo membro di ruolo della facoltà di latino alla Yale Law School. L'anno successivo, è stata nominata Leighton Homer Surbeck Professor of Law.
Durante la pandemia di COVID-19, Rodríguez è stata riconosciuta dall'American Academy of Arts & Sciences per i suoi successi. È stata nominata membro degli Agency Review Teams durante l'insediamento del Presidente Joe Biden.

## Pubblicazioni
- (EN) Cristina M. Rodríguez, The Significance of the Local in Immigration Regulation, in Michigan Law Review, 2008.
- (EN) Cristina M. Rodríguez, Constraint through Delegation, in Duke Law Journa, Vol. 59, 2010.
- (EN) Cristina M. Rodríguez, Immigration, Civil Rights, and the Evolution of the People, in Amacad/Daedalus, 2013.
- (EN) Cristina M. Rodríguez, Negotiating Conflict through Federalism, in Yale Law Journal, Vol. 123, n°6, 2014.
- (EN) Cristina M. Rodríguez, The President and Immigration Law, Oxford, Oxford University Press, 2020, ISBN 019069436X.